# ヴェルサウォーク西尾
ヴェルサウォーク西尾（ヴェルサウォークにしお）は、愛知県西尾市高畠町にある、ユニー株式会社が管理・運営するモール型ショッピングセンター（ウォークモール）である。

## 概要
前身のファミリータウンミカが2011年（平成23年）8月に閉店し、その跡地に2013年（平成25年）1月に建設がはじまり、2014年（平成26年）3月19日にプレオープン、3月21日にグランドオープンとなった。
名前の由来は、西尾市の特産品である抹茶（green tea）から。「green」=「緑」を意味するスペイン語「verde」と、「tea」=「茶」を音読みの「sa」に変換たものとを組み合わせて「ヴェルサ（Versa）」と名付けられた。

## 店舗詳細
核店舗となるアピタ西尾店を中心に、専門店82店舗が入居する。

## アクセス

### 鉄道
- 名鉄西尾線 西尾駅東口より徒歩で約2～3分[1]。

### バス路線
- 西尾市巡回バス「六万石くるりんバス」各コースにて「西尾駅」バス停下車、徒歩で約2分。
- 岡崎市方面から、名鉄名古屋本線 東岡崎駅またはJR東海道本線 岡崎駅西口より名鉄東部交通「岡崎･西尾線」にて「西尾駅」バス停下車、徒歩で約2分。